# Coyote Girls
Pour les articles homonymes, voir Coyote (homonymie).
Pour plus de détails, voir Fiche technique et Distribution.
Coyote Girls (Coyote Ugly) est une comédie dramatique américaine, réalisé par David McNally, sorti en 2000, et inspiré de l'article The Muse of the Coyote Ugly Saloon, d'Elizabeth Gilbert, publié en 1997 dans le magazine GQ. Si le film obtient des critiques mitigées, il est un succès avec plus de 113,9 millions de dollars de recettes mondiales.
La chanson phare Can't Fight The Moonlight interprétée par LeAnn Rimes, est un succès mondial, en s'érigeant à la 1re place au Billboard US Pop, et obtient le même rang en Australie, Belgique, France, Finlande, Irlande, Pays-Bas, Nouvelle-Zélande, Roumanie, Suède et Royaume-Uni,,,,.

## Synopsis
À 21 ans, Violet Stanford (Piper Perabo) rêve de devenir compositrice professionnelle. Elle quitte le foyer familial pour New York. De désillusions en échecs, elle a de moins en moins confiance en elle et ses espoirs de réussite éclatante s'amenuisent chaque jour.
Acculée, elle accepte de travailler dans un bar country, célèbre pour ses serveuses aux allures provocantes, le Coyote Ugly. Dans cet univers d'Amazones dirigé par l'autoritaire Lil (Maria Bello), Violet acquiert un certain sens du spectacle et une vraie popularité.

## Fiche technique
Sauf indication contraire, les informations mentionnées dans cette section peuvent être confirmées par les bases de données cinématographiques IMDb et Allociné,  présentes dans la section « Liens externes ».
- Titre original et québécois : Coyote Ugly[10]
- Titre français : Coyote Girls
- Réalisation : David McNally
- Scénario : Gina Wendkos, d'après l'article The Muse of the Coyote Ugly Saloon d'Elizabeth Gilbert (1997)
- Musique : Trevor Horn
- Direction artistique : Gae S. Buckley et Bruce Alan Miller
- Décors : Jon Hutman
- Costumes : Marlene Stewart
- Photographie : Amir Mokri
- Son : Robert Eber, Petur Hliddal, Greg Morgenstein, Kevin O'Connell, Greg P. Russell
- Montage : William Goldenberg
- Production : Jerry Bruckheimer et Chad Oman
  - Production déléguée : Scott Gardenhour et Mike Stenson
  - Production associée : Jeff Eamer, Jennifer Krug-Worthington et Pat Sandston
- Sociétés de production : Jerry Bruckheimer Films, présenté par Touchstone Pictures
- Sociétés de distribution : Buena Vista Pictures (États-Unis) ; Gaumont Buena Vista International (France)
- Budget : 45 millions de $[11],[12]
- Pays de production :  États-Unis
- Langue originale : anglais
- Format : couleur (Technicolor) — 35 mm — 2,39:1 (Panavision) — son DTS / Dolby Digital / SDDS
- Genre : Comédie dramatique, romance, musical
- Durée : 100 minutes ; 107 minutes (director's cut) ; 108 minutes (version longue non censurée)
- Dates de sortie[13] :
  - États-Unis, Québec : 4 août 2000[10]
  - France, Belgique : 1er novembre 2000[14],[15]
  - Suisse romande : 8 novembre 2000[16]
- Classification :
  - États-Unis : accord parental recommandé, film déconseillé aux moins de 13 ans (PG-13 - Parents Strongly Cautioned)[N 1]
  - France : tous publics[17]
  - Belgique : tous publics (Alle Leeftijden)[15]
  - Suisse romande : interdit aux moins de 12 ans[18]
  - Québec : tous publics - déconseillé aux jeunes enfants (G - General Rating)[10]
- Classification (director's cut) :
  - États-Unis : les enfants de moins de 17 ans doivent être accompagnés d'un adulte (R – Restricted)
  - Québec : 13 ans et plus (13+ / 13 years and over)

## Distribution
- Piper Perabo  (VF : Marie Giraudon ; VQ : Christine Bellier) : Violet "Jersey" Stanford
- Adam Garcia (VF : Cédric Dumond ; VQ : Gilbert Lachance) : Kevin O'Donnell
- John Goodman (VF : Claude Brosset ; VQ : Yves Corbeil) : Bill Stanford
- Maria Bello (VF : Laurence Colussi ; VQ : Anne Bédard) : Lil
- Izabella Miko (VF : Laura Préjean ; VQ : Aline Pinsonneault) : Cammie
- Tyra Banks (VF : Géraldine Asselin ; VQ : Nathalie Coupal) : Zoe
- Bridget Moynahan (VF : Virginie Méry ; VQ : Hélène Mondoux) : Rachel
- Melanie Lynskey (VF : Joséphine Lomato ; VQ : Violette Chauveau) : Gloria
- Del Pentecost (VF : Guillaume Orsat ; VQ : Jean-René Ouellet) : Lou, le videur
- Michael Weston : Danny
- Jeremy Rowley (VQ : Alain Zouvi) : William Morris
- Victor Argo (VF : Patrick Raynal) : Pete
- Bud Cort : Romero
- LeAnn Rimes : elle-même
- Johnny Knoxville : un étudiant

 Source et légende : version française (VF) sur RS Doublage et selon le carton du doublage français sur le DVD zone 2.

## Production

### Bande originale
La chanson phare Can't Fight The Moonlight interprétée par LeAnn Rimes, est écrite par Diane Warren et composée par Trevor Horn. Le titre est le 1er single extrait de la bande originale du film sorti le 22 août 2000.
La chanson est positivement accueillie. Aux États-Unis, la chanson atteint la 1re place au Billboard US Pop, et obtient le même rang en Australie, Belgique, Finlande, Irlande, France, Pays-Bas, Nouvelle-Zélande, Roumanie, Suède et Royaume-Uni,,,,.
Le vidéoclip montre LeAnn Rimes interprétant la chanson dans le bar Le Coyote, avec les actrices du film.

## Accueil

### Accueil critique
Le film est globalement mal reçu par la critique dans les pays anglophones avec 23 % d'avis favorables sur le site Rotten Tomatoes, basé sur 103 critiques collectées et une moyenne de 3,8⁄10. Dans son consensus, le site note que « Coyote Girls a une énergie trash et enthousiaste et un attrait esthétique indéniable, mais c'est loin d'être suffisant pour compenser l'histoire superficielle et sans imagination du film ». Sur le site Metacritic, il obtient un score de 27⁄100, sur la base de vingt-neuf critiques collectées. En France, l'accueil est plus mitigé avec une moyenne de 2,6⁄5 sur le site AlloCiné, qui a recensé 11 titres de presse.

### Box-office
Le film sort le 4 août 2000 dans une combinaison de 2 653 salles aux États-Unis et prend la quatrième place du box-office le premier week-end d'exploitation avec 17 319 282 $ de recettes engrangées à cette période. Le long-métrage atteindra son seuil d'écrans de cinéma le diffusant la semaine suivante en étant distribué dans 2 664 salles. et reste à l'affiche jusqu'à fin décembre de la même année avec 60 786 269 $, où il termine son exploitation après vingt-deux semaines. Á l'international, il totalise 53 130 205 $ de recettes, pour un total mondial de 113 916 474 $.
En France, le film sort dans 299 salles le 1er novembre 2000 et occupe la troisième place du box-office la semaine de sa sortie avec 306 790 entrées. Il finit son exploitation avec 659 030 entrées.

## Distinctions

### Nominations2000
- The Stinkers Bad Movie Awards :
  - Film le plus drôle involontairement
  - Pire chanson ou performance de chanson dans un film ou son générique de fin pour LeAnn Rimes (pour la chanson Can't Fight The Moonlight)
  - Pire scénario pour un film rapportant plus de 100 millions de $ avec Hollywood Math[28] pour Todd Graff, Kevin Smith et Gina Wendkos

### Récompenses2001
- Blockbuster Entertainment Awards :
  - Actrice de second rôle féminin préférée dans un film de comédie / romance pour Maria Bello
  - Meilleure chanson pour un film (Internet uniquement) pour LeAnn Rimes (pour la chanson Can't Fight The Moonlight)
- MTV Movie & TV Awards : meilleur moment musical pour Piper Perabo (pour la chanson One Way or Another)

### Nominations2001
- American Music Awards : meilleure bande-son
- Blockbuster Entertainment Awards :
  - Meilleure bande originale (Internet uniquement)
  - Révélation féminine préférée pour Piper Perabo
- Motion Picture Sound Editors : meilleur montage son de musique dans un long métrage musical (étranger et national) pour Shannon Erbe
- MTV Movie & TV Awards : meilleure révélation féminine pour Piper Perabo

### Récompense2003
- ASCAP Film and Television Music Awards : chansons les plus jouées du cinéma pour Diane Warren (pour la chanson Can't Fight The Moonlight)

## Éditions en vidéo
- En France, le film Coyote Girls est sorti en DVD le 3 mai 2001[29]. Le film est ressorti en DVD director's cut le 21 septembre 2005[30], puis édité en Blu-ray le 26 mars 2008[31]. Le film est également sorti en VOD le 1er février 2019[14].
- Au Québec, le film est sorti en DVD le 16 janvier 2001[32].

## Autour du film
A savoir
- Une ancienne barmaid, Jennifer Curann, a entraîné les actrices à manier les seaux à glace et à jongler avec les bouteilles d'alcool.
- Une chaîne de bars "Coyote Ugly" a vu le jour aux États-Unis à la suite du succès du film.

### Apparitions
- À noter, une petite apparition du réalisateur Michael Bay dans le rôle d'un photographe[33].
- Tyra Banks a aussi eu droit à un rôle dans ce film[34].